# Avenida Héroes del Cenepa (San Juan de Lurigancho)
La avenida Héroes del Cenepa (anteriormente llamada avenida Bayóvar) es una de las principales avenidas del distrito de San Juan de Lurigancho, en la ciudad de Lima, capital del Perú. Se extiende de noroeste a sureste, a lo largo de más de 16 cuadras.

## Recorrido
Se inicia en la avenida José Carlos Mariátegui. En la intersección con la avenida Fernando Wiesse, se encuentra la estación Bayóvar de la línea 1 del Metro de Lima y Callao.